# Richard Stearns
Richard Edwin Stearns (5 de julio de 1936) es un prominente científico de la computación.

## Biografía
Junto a Juris Hartmanis, recibió en 1993 el Premio Turing de la ACM «en reconocimiento a su artículo original que estableció los fundamentos del campo de la teoría de la complejidad computacional». En dicho artículo, «On the Computational Complexity of Algorithms» («Sobre la Complejidad Computacional de los Algoritmos»), Stearns y Hartmanis establecen una medida de la complejidad de un algoritmo basada en el tiempo de su computación sobre una Máquina de Turing, y a partir de ahí desarrollan los primeros pasos de la teoría de clases de complejidad computacional, que desde entonces sería parte fundamental de la disciplina.
Stearns, doctorado por la Universidad de Princeton, es hoy en día Profesor Distinguido Emérito de Ciencias de la Computación en la Universidad de Albany, que forma parte de la State University of New York. En sus propias palabras, en 2006 su interés investigador se centra en la complejidad computacional, teoría de autómatas, y teoría de juegos.